# ماريوس بيانكي
ماريوس بيانكي (بالفرنسية: Marius Bianchi)‏ هو سياسي فرنسي، ولد في 7 يوليو 1823 في سان تروبيه في فرنسا، وتوفي في 14 أغسطس 1904 في فرنسا. حزبياً، نشط في سياسة محافظة. وقد انتخب رئيس بلدية Longny-au-Perche ‏ وانتخب conseiller général de l'Orne ‏ (1880 – 1904) وانتخب Deputy of Orne ‏ (5 مارس 1876 – 14 أكتوبر 1881).